# Ogni istante/Yours to Keep
Ogni istante/Yours to Keep è un singolo della cantautrice italiana Elisa, pubblicato il 22 settembre 2017 dalla Universal Music Group.

## Descrizione
Il testo di Yours to Keep nasce come una lettera dall'artista verso i suoi fan come ringraziamento per il sostegno durante i suoi vent'anni di carriera. Durante una puntata del talent show Amici di Maria De Filippi la cantautrice ha annunciato che avrebbe presentato il singolo in occasione della prima tappa del Together Here We Are. Il titolo era inizialmente Twenty Years, cambiato poi in Yours to Keep. La versione italiana, Ogni istante, è stata scritta a quattro mani con Davide Petrella.
In occasione della Amazon Vinly Week, il 23 settembre 2017 è stata commercializzata un'edizione 7" contenente entrambe le versioni del singolo, venendo reso disponibile anche per il download gratuito per i possessori del biglietto del Together Here We Are e per gli iscritti al fan club.
La cantante ha annunciato che i diritti e i proventi derivati dalle vendite del brano sono devoluti completamente alla città di Amatrice, colpita dal sisma del centro Italia del 2016 e del 2017.

## Video musicale
Il video ha segnato l'esordio della stessa Elisa come regista ed è stato reso disponibile il 20 ottobre 2017 attraverso il proprio canale YouTube.

## Tracce
1. Ogni istante – 3:46 (Elisa, Davide Petrella)
2. Yours to Keep – 3:46 (Elisa)

## Formazione
- Elisa – voce, programmazione
- Andrea Rigonat – chitarra, programmazione
- Cut Schneider – basso
- Christian "Noochie" Rigano – tastiera
- Victor Indrizzo – batteria
- Leonardo Di Angilla – percussioni, programmazione

## Classifiche
| Classifica (2017) | Posizione massima |
| ----------------- | ----------------- |
| Italia            | 40                |